# Postpoliosyndroom
Het postpoliosyndroom (afgekort PPS) is een post-infectieus syndroom dat zich voordoet bij mensen die jaren geleden polio hebben gehad.
Een aantal mensen dat vroeger poliomyelitis heeft gehad, blijkt vijftien tot veertig jaar na de oorspronkelijke ziekte last te krijgen van nieuwe verschijnselen, zoals:
- ongewone en snelle vermoeidheid
- slecht verdragen van kou
- spier- en/of gewrichtspijn
- vermindering van spierkracht, soms ook in voorheen normaal functionerende spieren
- vermindering van uithoudingsvermogen
- in een enkel geval ademhalingproblemen en moeilijkheden met slikken.

Deze klachten worden voornamelijk veroorzaakt doordat zenuwtakjes die na de polio werden gevormd en de verbinding van de spiervezels met het ruggenmerg gedeeltelijk herstelden, geleidelijk aan hun functie verliezen.
Chronische overbelasting is een belangrijke factor bij het ontstaan van het postpoliosyndroom.